# Apocalipsis de Sofonías

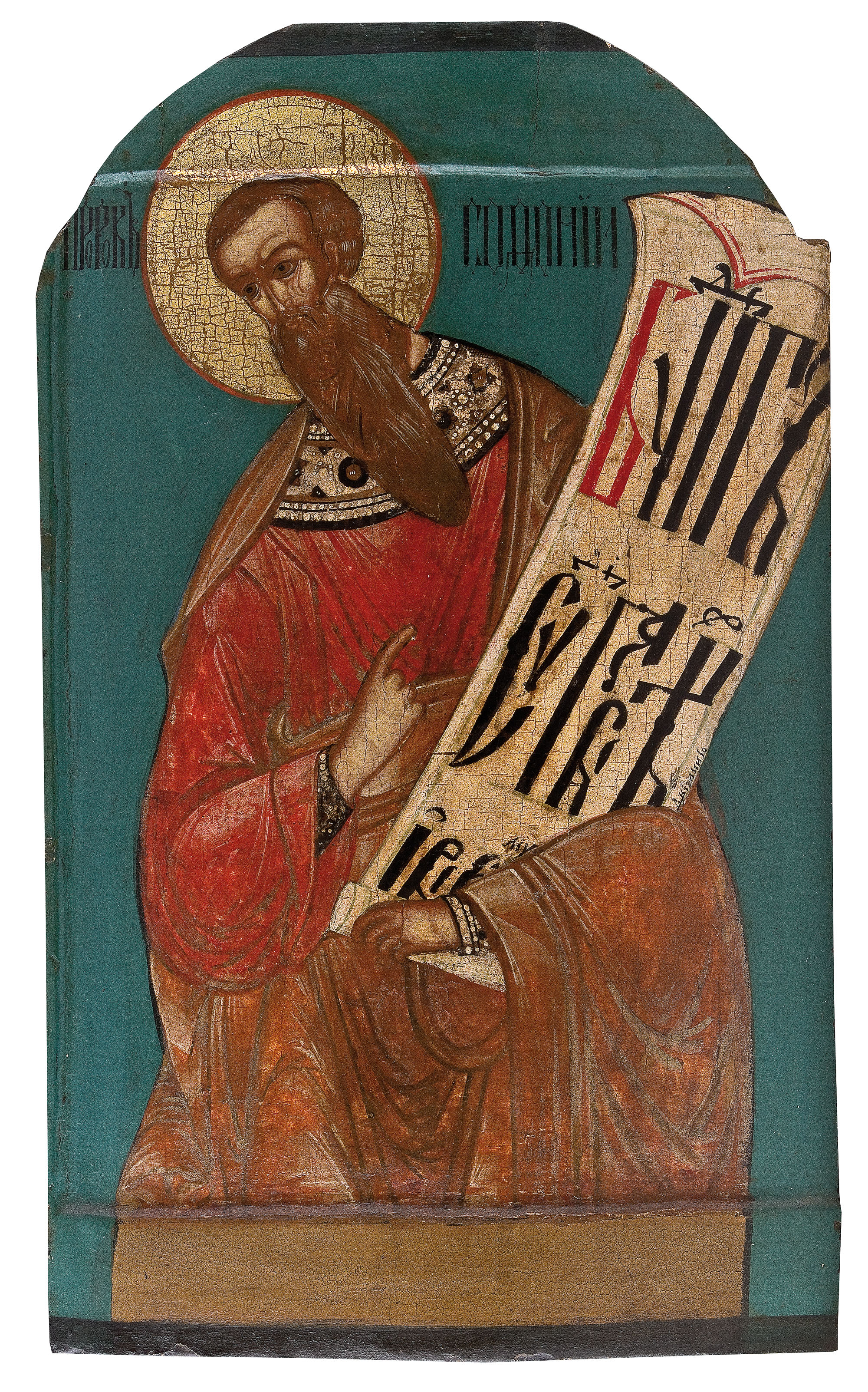
Icono de Sofonías

El Apocalipsis de Sofonías es un texto pseudoepigráfico judío del siglo I atribuido al bíblico  Sofonías y asociado por tanto al Antiguo Testamento, pero no considerado como escritura por los judíos ni por ningún grupo cristiano. Fue redescubierto y publicado a finales del siglo XIX.  El Libro de Sofonías canónico tiene mucha imaginería  mística y apocalíptica y trata un tema similar a los de la literatura apocalíptica.

## Tradición manuscrita
La existencia del Apocalipsis de Sofonías se conocía a través de textos antiguos (por ejemplo, la Esticometría de Nicéforo), pero la obra se consideraba perdida. En 1881 dos manuscritos fragmentarios, probablemente procedentes del Monasterio Blanco de Egipto, fueron comprados por la Biblioteca Nacional de París y publicados por primera vez por U. Bouriant en 1885. Estos fragmentos, junto con otros adquiridos posteriormente por el Staatliches Museum de Berlín, fueron publicados en 1899 por Georg Steindorff quien reconoció en ellos fragmentos del Apocalipsis de Sofonías, del Apocalipsis de Elías y de otro texto que llamó El Apocalipsis anónimo. En 1899 Schürer argumentó que el Apocalipsis anónimo es muy probablemente parte del Apocalipsis de Sofonías, pero no hay un consenso unánime entre los estudiosos. Los dos manuscritos están escritos en dialectos coptos: el más antiguo, principios del siglo IV en  acmímico, el otro, principios del siglo V, en sahídico y de extensión muy limitada. El texto original fue escrito probablemente en griego.
A estos fragmentos quizá podríamos añadir una breve cita en una obra de Clemente de Alejandría (Stromata V, 11:77) de un pasaje atribuido a Sofonías que no está en el Libro de Sofonías canónico.

## Fecha y origen
Dado que el Apocalipsis de Sofonías se refiere a la historia de  Susana, debe ser posterior al año 100 a. C. También es probable que fuera conocido por Clemente de Alejandría, por lo que fue escrito antes del último cuarto del siglo II d. C. Dentro de este rango Wintermute sugiere una fecha anterior al 70 CE, debido a una referencia a una tradición pro-Edomita.
El texto no contiene pasajes inequívocamente cristianos, y los pocos que recuerdan al Nuevo Testamento pueden explicarse como surgidos también en un contexto judío. Por lo tanto, puede ser de origen judío, pero tal vez haya sido reelaborado por un cristiano. Egipto es el probable lugar de origen.

## Contenido
La narración cuenta que Sofonías fue llevado a ver el destino de las almas después de la muerte.
- En el breve fragmento sahídico, un alma sacada de su cuerpo antes de arrepentirse por su injusticia es azotada por cinco mil ángeles. Más tarde Sofonías ve miles de miles de seres con rasgos humanos, con pelo y dientes, pero el texto se interrumpe.
- El texto de Akhmimic incluye algunas escenas fragmentarias:
  - Comienza con una breve escena fragmentaria de un entierro y con una visión de los habitantes de una ciudad donde no hay oscuridad, porque es el lugar de los justos y los santos. Sofonías ve entonces todas las almas de los castigados y pide al Señor que tenga compasión.
  - La visión principal se sitúa en el Monte Seir: frente a unas puertas de bronce, los ángeles del Señor anotan todas las buenas acciones de los justos, y los ángeles del Acusador ya que la palabra griega διάβολος significaba literalmente calumniador o acusador.[8] anotan todos los pecados de los hombres, para acusarlos cuando sus almas dejen el mundo. Sofonías ve miríadas de ángeles terribles con rostros de leopardo, con colmillos y azotes de fuego, que arrojan las almas de los hombres impíos a su castigo eterno. El vidente mira hacia atrás y ve un mar de llamas y al Acusador, con pelo de leona despeinado, dientes de oso y cuerpo de serpiente, deseando tragarlo. Sofonías reza al Señor y el gran ángel Eremiel, "que está sobre el abismo", aparece y lo salva. Se leen dos pergaminos a Sofonías, uno con todos sus pecados y otro con sus buenas acciones en la tierra. Las buenas acciones prevalecen sobre los pecados y al vidente se le permite cruzar el río y salir del Hades. En la barca se pone una vestimenta angélica.
  - Los fragmentos de Akhmimic terminan con algunas escenas introducidas por trompetas tocadas por ángeles. Solamente tres de estas escenas han sobrevivido. En la primera trompeta se proclama la victoria sobre el Acusador y se introduce a Abraham, Isaac, Jacob, Enoch, Elías y David. A la segunda trompeta, los cielos se abren y Sofonías ve a las almas pecadoras, a las que se les da cuerpo y pelo, atormentadas en un mar de llamas hasta el día en que el  Señor juzgue. También ve a una multitud de santos orando en intercesión por los que están en estos tormentos. La última trompeta mencionada en los fragmentos prepara el anuncio de que el Señor se levantará en su ira para destruir la tierra y los cielos.

## Teología
El Apocalipsis de Sofonías, de acuerdo con el Libro de Enoc, presenta a las almas como supervivientes más allá de la muerte. Distingue claramente entre el  juicio personal que ocurre inmediatamente después de la muerte y el juicio definitivo del Señor. Después de la muerte el alma es buscada por los ángeles caídos de Satanás y por los ángeles del Señor. El juicio se basa sólo en el balance entre las buenas acciones y los pecados durante toda la vida, lo que indica que el libro fue influenciado por el  fariseísmo. Las almas entran en la bienaventuranza o en el castigo inmediatamente después del primer juicio, mientras esperan la venida del Señor, pero la intercesión de los santos hace posible que, para algunos, el castigo no sea definitivo. Esta visión difiere de la de otros textos contemporáneos como en el Segundo Libro de Enoc.